# Ornithidium croceorubens
Ornithidium croceorubens är en orkidéart som beskrevs av Heinrich Gustav Reichenbach. Ornithidium croceorubens ingår i släktet Ornithidium och familjen orkidéer. Inga underarter finns listade i Catalogue of Life.